# Fajr (satellite)
Fajr (« Aube » en persan) est un satellite expérimental de fabrication iranienne placé en orbite terrestre basse par un lanceur national. Ce petit satellite d'observation de la Terre expérimental de 52 kg a été placé sur une orbite basse le 2 février 2015 par un lanceur Safir-1B. Ce satellite était équipé d'une caméra ayant une résolution spatiale de 500-1000 mètres et d'un système de propulsion à gaz froid. Il a fonctionné durant 24 jours avant d'être détruit lors de sa rentrée atmosphérique.

## Contexte
Fajr est le quatrième satellite iranien placé en orbite par un lanceur national. Il est développé par le consortium national d'électronique militaire SAIran, en association avec le ministère de la Défense et celui des télécommunications et des technologies de l'information. C'est le premier satellite de ce pays équipé d'une caméra. L'objectif de sa mission est de mettre au point les différentes techniques d'imagerie satellitaire. Trois exemplaires du satellite sont lancés, dont les deux premiers (mai et octobre 2012) sont des échecs.  

## Caractéristiques techniques
Ce micro-satellite d'observation de la Terre expérimental a une masse de 52 kilogrammes et a la forme d'un prisme hexagonal de 49 centimètres de haut pour 35 centimètres de diamètre. Il est stabilisé grâce à un système de propulsion à gaz froid. Il est alimenté en énergie par des cellules solaires qui recouvrent le corps du satellite. Son principal instrument est une caméra fournissant des images avec une résolution spatiale de 500 à 1000 mètres. Il embarque également un récepteur GPS de fabrication iranienne. Le satellite est conçu pour une durée de vie de 1,5 an,.

## Déroulement de la mission
Le satellite Rasad 1 est placé en orbite le 2 février 2015 par le lanceur léger iranien Safir-1B, qui décolle de la base de lancement de Semnan. Du fait de la puissance réduite du lanceur le satellite est placé sur une orbite particulièrement basse (périgée 224 km, apogée 470 km) avec une inclinaison orbitale de 55,53 degrés. Il a entamé une rentrée atmosphérique 24 jours après son lancement et s'est consumé dans l'atmosphère le 26 février.